# Księżyce nieregularne

Orbity niektórych księżyców nieregularnych Jowisza, czerwona linia reprezentuje orbitę planety.

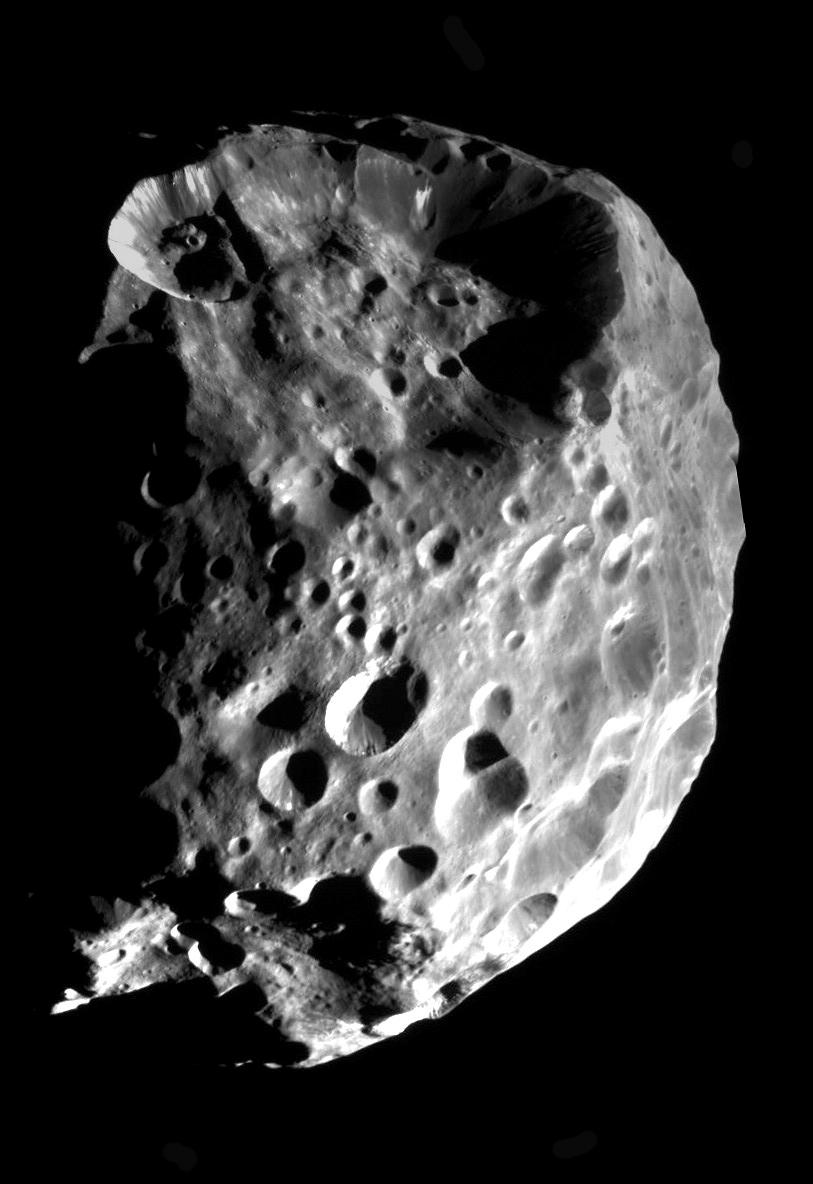
Febe – największy księżyc nieregularny Saturna, jedyne ciało tego rodzaju bezpośrednio badane przez sondę kosmiczną.

Księżyce nieregularne – niewielkie satelity krążące wokół planety po orbitach wydłużonych, odległych i często silnie nachylonych do płaszczyzny jej równika. Często poruszają się one ruchem przeciwnym do obrotu planety, czyli po orbitach wstecznych. Te cechy świadczą, że nie powstały one z dysku materii otaczającego formującą się planetę, jak księżyce regularne, lecz pierwotnie krążyły wokół Słońca i zostały przechwycone.
W Układzie Słonecznym księżyce nieregularne odkryto wokół gazowych olbrzymów – Jowisza (87), Saturna (122), Urana (9) i Neptuna (7).

## Klasyfikacja
Nie ma jednej powszechnie przyjętej definicji tego pojęcia, jednak różne próby zdefiniowania prowadzą do spójnej klasyfikacji niemal wszystkich znanych księżyców. Problem stanowi status Trytona, który jest jednym z największych księżyców w Układzie Słonecznym i krąży wokół Neptuna po stosunkowo bliskiej, kołowej orbicie, jednak porusza się ruchem wstecznym i nie mógł powstać jednocześnie z planetą. Obecnie sądzi się, że jest to przechwycony obiekt z pasa Kuipera.

## Orbity
Księżyce nieregularne poruszają się po orbitach ruchem prostym lub (częściej) wstecznym. Ich orbity mają często duże nachylenie do płaszczyzny równika okrążanej planety, jednak nie są znane żadne satelity o nachyleniu orbity z przedziału od 57° do 131°. Odpowiedzialne są za to perturbacje orbity w układzie planeta-Słońce, opisane przez mechanizm Kozai. Dla ciała o orbicie nachylonej powyżej granicznej wielkości (tzw. kąta Kozai) mimośród orbity rośnie, prowadząc do zderzenia z planetą, innym księżycem lub nawet opuszczenia strefy Hilla planety.

## Powstawanie
Rozważa się trzy hipotezy wychwytu:
1. Hamowanie aerodynamiczne – według niej planetozymale miałyby być wyhamowane w powstającej, rozdętej atmosferze planety.
2. Wychwyt przez ściąganie – powstająca planeta przyciąga gaz i bardzo szybko zwiększa swoją masę. Jej grawitacja szybko się zwiększa i wychwytuje planetozymale, które znalazły się w powiększającej się strefie Hilla.
3. Oddziaływania trzyciałowe – dwa planetozymale przelatujące w pobliżu planety prawie się zderzają. Jeden z nich traci energię i zostaje schwytany, drugi ją zyskuje i ucieka. W przeciwieństwie do dwu poprzednich, mechanizm ten działa również w przypadku uformowanych już ostatecznie planet.

Pierwsze dwie hipotezy nie tłumaczą obecności księżyców nieregularnych wokół Urana i Neptuna. Planety te powstawały w zewnętrznych obszarach dysku protoplanetarnego, gdzie gęstość materii była znacznie mniejsza niż w miejscach powstawania Jowisza i Saturna, przez co ich jądra rosły znacznie wolniej. Zanim osiągnęły one odpowiednią masę większość materii dysku została skupiona w Słońcu i większych planetach gazowych, lub została rozproszona w przestrzeni międzygwiazdowej. Obie planety nie przechodziły też etapu błyskawicznego wzrostu.